# ريغان تشارلز-كوك
ريغان تشارلز-كوك (بالإنجليزية: Regan Charles-Cook)‏ هو لاعب كرة قدم بريطاني في مركز الوسط، ولد في 14 فبراير 1997 في لويشام ‏ في المملكة المتحدة. لعب مع تشارلتون أثلتيك.

## وصلات خارجية
- ريغان تشارلز-كوك على موقع قاعدة بيانات كرة القدم.إي يو (الإنجليزية)
- ريغان تشارلز-كوك على موقع ناشيونال فوتبول تيمز (الإنجليزية)
- ريغان تشارلز-كوك على موقع Soccerbase.com (لاعب) (الإنجليزية)
- ريغان تشارلز-كوك على موقع Soccerway.com (الإنجليزية)
- ريغان تشارلز-كوك على موقع عالم كرة القدم.نت (الإنجليزية)